# Cadillac Eldorado Brougham
O Eldorado Brougham é um automóvel da Cadillac, fabricado pós-Segunda Guerra Mundial.